# ミズナギドリ目
ミズナギドリ目（ミズナギドリもく、Procellariiformes）は、鳥綱に分類される目。

## 形態
嘴に管状に開口する鼻孔がある。脳の嗅覚をつかさどる部分が発達していることから、採食場所や繁殖地を嗅覚を頼りに探していると考えられている。

## 分類
2008年に発表された鳥綱169種の核DNAの分子系統推定では、ペンギン目の姉妹群という解析結果が得られている。
モグリウミツバメ属Pelecanoidesのみで、モグリウミツバメ科Pelecanoididaeを構成する説もあった。アシナガウミツバメ類は、ウミツバメ科に分類されていた。上記の2008年の分子系統解析ではアシナガウミツバメ属Oceanitesが、目内では別科であるアホウドリ類（出典では旧アホウドリ属Diomedea）よりも初期に分岐したとする解析結果が得られアシナガウミツバメ類を含むウミツバメ科の単系統性は支持されなかった。2015年に発表された鳥綱198種のベイズ法を用いた核DNAの分子系統解析では目内ではアホウドリ属が最も初期に分岐したものの、次いでアシナガウミツバメ属とカオジロウミツバメ属Pelagodromaが分岐したという解析結果が得られこの解析でもアシナガウミツバメ類を含むウミツバメ科の単系統性は支持されなかった 。この解析ではモグリウミツバメ属が、ミズナギドリ科に含まれる（モグリウミツバメ属よりも初期に、ミズナギドリ科のフルマカモメ属・次いでハイイロミズナギドリ属Puffinusが分岐している）という解析結果も得られている。
以下の分類は、IOC World Bird List (v10.2)に従う。和名は山崎・亀谷(2019)に従う。
- アホウドリ科 Diomedeidae
- ウミツバメ科 Hydrobatidae
- アシナガウミツバメ科 Oceanitidae
- ミズナギドリ科 Procellariidae

## 生態
魚類や甲殻類、イカ類などを食べる。動物の死骸や、漁船から捨てられた残滓を食べる種もいる。食物と一緒に摂取した塩分は眼の上部にある鼻腺で濃縮され、鼻孔から排出される。
1回に1個の卵を産む。死亡率が年あたり数パーセントと低く、平均寿命が15 - 25年に達する種もいる。

## 画像

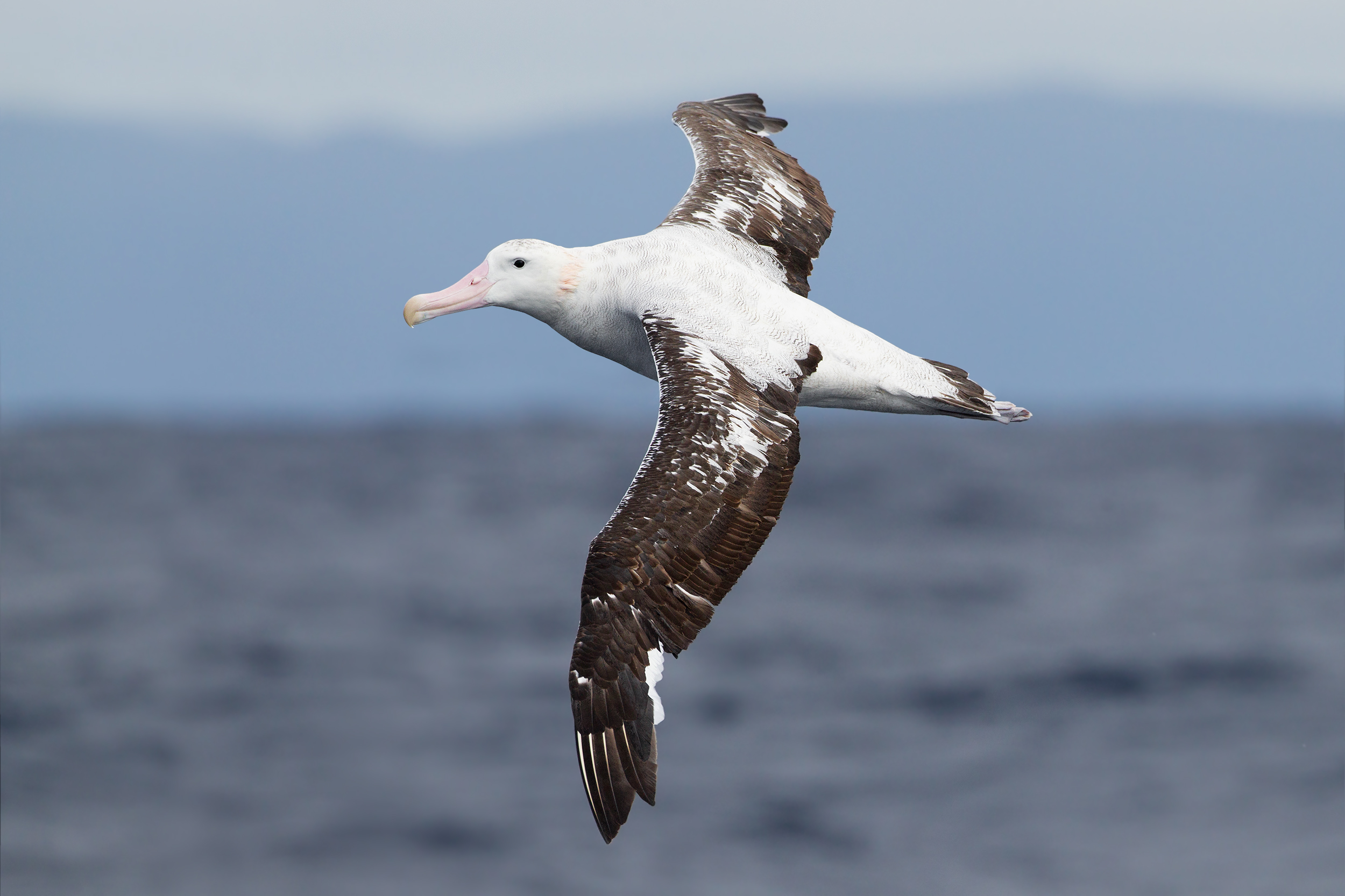
Diomedea exulans （アホウドリ科）